# Perrier, Puy-de-Dôme

Perrier este o comună în departamentul Puy-de-Dôme, Franța. În 1 ianuarie 2022 avea o populație de 912 de locuitori.